# Julia Klöckner
Julia Klöckner (født 16. december 1972) er tysk politiker fra det kristendemokratiske parti, CDU. Hun var fra den 14. marts 2018 til den 8. december 2021 landbrugs- og fødevareminister i regeringen Angela Merkel IV. Hun har siddet i CDU's ledelse siden 2012.